# Nikita Tjagunov
Nikita Gennad'evič Tjagunov (in russo Ники́та Генна́дьевич Тягуно́в?; 7 febbraio 1953 – Mosca, 20 luglio 1992) è stato un regista sovietico.

## Filmografia parziale

### Regista
- Jubilejnoe tango (1989)
- Noga (1991)